# Pini Gershon
Pinhas (Pini) Gershon (Israel, 13 de noviembre de 1951) es un entrenador de baloncesto del Maccabi Tel Aviv.

## Detalles personales
Creció y estudió en la ciudad Tel Aviv. Tuvo una niñez difícil, ya que su padre biológico abandonó la familia cuando él tenía un año de edad, dejándolos solos a su madre y a él, en unas pobres condiciones económicas.

## Inicios como jugador de baloncesto
En su juventud él era jugador de baloncesto. Jugó con el equipo del "Maccabi del sur de Tel Aviv", que era un equipo hermano del Maccabi Tel Aviv, y era una de las estrellas en el equipo de cadetes. Llegó a jugar varios años en el primer equipo del sur "Maccabi del sur de Tel Aviv", pero su carrera como jugador de baloncesto terminó pronto a los 24 años de edad como consecuencia de una lesión de escafoides.

## Carrera como técnico

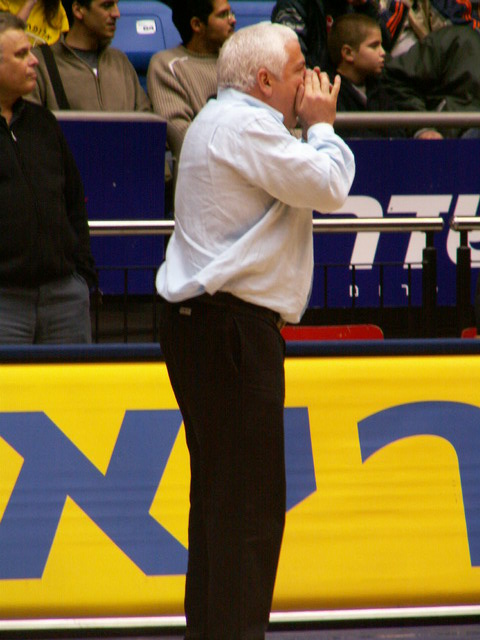
Pini Gershon dando instrucciones.

Tras su breve carrera como jugador de baloncesto, empezó su etapa como entrenador en diferentes equipos israelíes: Maccabi Rishon LeZion, Hapoel Galil-Elyon, Hapoel Gan Shmuel-Menashe, Hapoel Tel Aviv B.C., Hapoel Jerusalem B.C. e incluso llegó a ser entrenador asistente de la Selección Nacional de Israel.
En 1993 alcanzó uno de los logros más deseables soñado por cualquier entrenador de baloncesto israelí: ganó el campeonato nacional de baloncesto como entrenador del Hapoel Galil-Elyon, arrebatando el título del vigente campeón Maccabi Tel Aviv. Aquella temporada, en la que llevó al Hapoel Galil-Elyon a ganar la Liga de Israel, fue el único en 36 años en los que el Maccabi Tel Aviv no pudo ganar la liga nacional de baloncesto.
En 1996 ganó la Copa de Israel como entrenador del Hapoel Jerusalén, después de batir al Maccabi en la final.
En diferentes entrevistas él se manifestó contra Tel Aviv Maccabi y contra su control absoluto en el baloncesto israelí. Por lo que fue una verdadera sorpresa cuando Gershon pasó a ser el entrenador del Maccabi Tel Aviv a finales de 1998. En aquel tiempo el Maccabi Tel Aviv estaba sumido en una crisis profesional después de varios años en los que no tuvo éxito en alcanzar la cima de los equipos de baloncesto europeos, muy lejos de lo que habían sido en el pasado.
Bajo su mando y el de su ayudante, David Blatt, el Maccabi Tel Aviv fue subcampeón en la Euroliga del año 2000, y ganó el título de la Suproleague (que tenía el apoyo de la FIBA) en la temporada 2001. Este logro quedó eclipsado por el hecho que la mayor parte de los mejores equipos europeos no jugó contra Maccabi porque disputaban competiciones separadas, una ruptura que quedó atrás al unirse la Suproleague en la Euroliga de baloncesto.

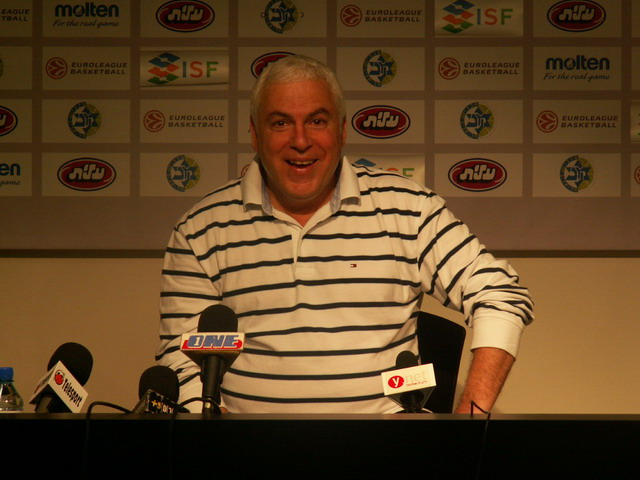
Pini Gershon en rueda de prensa.

Gershon que es conocido para ser un "bocazas", y a veces realiza declaraciones que irritan a muchos. Él despertó mucha cólera contra él en particular siguiente el triunfo histórico europeo, en noviembre de 2001, después de su resbalón de la lengua. Gershon se vio envuelto en un escándalo racista después de sus polémicos y desafortunados comentarios hacia sus jugadores afroamericanos durante una conferencia en un foro cerrado de veteranos de las IDF (Fuerzas de Defensa de Israel) dijo que "entre los negros existen diferentes colores. Hay negros oscuros, y hay mestizos. Los mestizos son más inteligentes, que los demás que por lo general vienen de la calle. Estos de raza mixta, como por ejemplo Andrew Kennedy, usted pueden ver su estatus, su personalidad. Otros negros son realmente idiotas". Después de esto Gershon terminó su etapa como entrenador del Macabi y fue substituido por David Blatt, su salida de tono fue la causa que motivó tal decisión. Otro desliz como de costumbre fue atacar verbalmente de vez en cuando al Hapoel Jerusalén, equipo del que él fue entrenador en el pasado y con quien él ha tenido un conflicto durante muchos años.
Después de la ruptura con el Maccabi, él hizo introspección y viajó alrededor del mundo. El retiro temporal durante la temporada 2002-2003, dio lugar a que Gershon volviera a su antiguo cargo en el Maccabi para llevarlo a la Final Four de Tel Aviv en 2004. En aquella misión él tuvo un éxito grande. En el partido que determinó el pase a la Final Four contra el Zalgiris Kaunas, el Maccabi logró acceder gracias a un tiro a canasta de Derrick Sharp en el último minuto. Las finales fueron para ellos más fáciles, y en la final el Maccabi ganó contra Skipper Bolonia 118-74, el Maccabi al final ganó la Euroliga aquella temporada por tercera vez, siendo su cuarta copa europea en total ganada por ellos.
En 2005 Gershon condujo al Maccabi Tel Aviv Maccabi a ganar la Euroliga otra temporada. Durante toda la campaña el Maccabi Tel Aviv fue el mejor equipo de Europa, junto al CSKA Moscú. En la Final Four de Moscú el CSKA Moscú perdió la semifinal sorprendentemente, y el Maccabi Tel Aviv jugó la final contra el TAU Vitoria, a quienes derrotaron 78-90.
En 2006 él siguió como entrenador del Maccabi Tel Aviv y lo volvió a llevar otra vez a la Final Four, esta vez el Maccabi perdió ante el CSKA Moscú. Al acabar la pretemporada 2005-06, Gershon informó al club macabeo que al parecer esta sería su última temporada como entrenador en el club de Teñ-Aviv. Después de perder el título de 2006 con el CSKA Moscú, Gershon dejó el Maccabi y firmó con el Olympiacos griego para la temporada 2006.
En su primera temporada como entrenador del Olympiacos BC, Gershon llevó al equipo a los finales nacionales contra el Panathinaikos BC y en el final a 8 de la Euroliga, donde el equipo fue eliminado por el TAU Cerámica. Otra vez, aparecieron las acusaciones de racismo, principalmente por los seguidores del Olympiacos, debido a los pocos minutos jugados por la estrella de equipo y el preferido de la afición Sofoklis Schortsianitis.
Pinhas Gershon es el único entrenador de baloncesto israelí que consigue ganar en tres ocasiones la Copa de Europa.
Sus éxitos impresionantes cambiaron Gershon a uno de los mejores entrenadores en Europa. Él se diferencia por su creencia en una dedicación exclusiva sustenta los éxitos deportivos, una creencia que él manifiesta públicamente. Gershon se ha hecho más cercano al movimiento Chabad.
A principios de febrero de 2008 el Olimpiakos decidió prescindir de sus servicios en vistas de sus pobres resultados, siendo reemplazado en el banquillo por Panagiotis Giannakis entrenador de la Selección de baloncesto de Grecia.

## Palmarés
- Campeonatos Europeos: 3 (con Maccabi Tel Aviv: 2001-Suproliga, 2003, 2004-Euroliga)
- Ligas Nacionales: 7 (6 con el Aviv, 1 con Hapoel Galil-Elyon)
- Copas Nacionales: 8 (6 con el Maccabi Tel Aviv, 2 con el Hapoel Jerusalem)